# Antoine Diome
 (octobre 2023).
La mise en forme du texte ne suit pas les recommandations de Wikipédia : il faut le « wikifier ».
Les points d'amélioration suivants sont les cas les plus fréquents. Le détail des points à revoir est peut-être précisé sur la page de discussion.
- Les titres sont pré-formatés par le logiciel. Ils ne sont ni en capitales, ni en gras.
- Le texte ne doit pas être écrit en capitales (les noms de famille non plus), ni en gras, ni en italique, ni en « petit »…
- Le gras n'est utilisé que pour surligner le titre de l'article dans l'introduction, une seule fois.
- L'italique est rarement utilisé : mots en langue étrangère, titres d'œuvres, noms de bateaux, etc.
- Les citations ne sont pas en italique mais en corps de texte normal. Elles sont entourées par des guillemets français : « et ».
- Les listes à puces sont à éviter, des paragraphes rédigés étant largement préférés. Les tableaux sont à réserver à la présentation de données structurées (résultats, etc.).
- Les appels de note de bas de page (petits chiffres en exposant, introduits par l'outil «  Source ») sont à placer entre la fin de phrase et le point final[comme ça].
- Les liens internes (vers d'autres articles de Wikipédia) sont à choisir avec parcimonie. Créez des liens vers des articles approfondissant le sujet. Les termes génériques sans rapport avec le sujet sont à éviter, ainsi que les répétitions de liens vers un même terme.
- Les liens externes sont à placer uniquement dans une section « Liens externes », à la fin de l'article. Ces liens sont à choisir avec parcimonie suivant les règles définies. Si un lien sert de source à l'article, son insertion dans le texte est à faire par les notes de bas de page.
- La présentation des références doit suivre les conventions bibliographiques. Il est recommandé d'utiliser les modèles {{Ouvrage}}, {{Chapitre}}, {{Article}}, {{Lien web}} et/ou {{Bibliographie}}. Le mode d'édition visuel peut mettre en forme automatiquement les références.
- Insérer une infobox (cadre d'informations à droite) n'est pas obligatoire pour parachever la mise en page.

Pour une aide détaillée, merci de consulter Aide:Wikification.
Si vous pensez que ces points ont été résolus, vous pouvez retirer ce bandeau et améliorer la mise en forme d'un autre article.
Antoine Félix Abdoulaye Diome, né le 4 novembre 1974 à Khombole au Sénégal, est un magistrat et homme politique sénégalais.
Il est ministre de l'Intérieur de 2020 à 2023 et ministre du Pétrole et des Énergies entre 2023 et 2024.

## Biographie et études
Antoine Diome, né en 1974 à Khombole au centre ouest du Sénégal, fait ses études secondaires au lycée Blaise-Diagne de Dakar où il obtient le baccalauréat. Il décroche par la suite une maitrise en droit de l'université Cheikh-Anta-Diop puis intègre sur concours l'École nationale d'administration et de magistrature pour devenir magistrat.

## Carrière dans la magistrature
Après sa sortie de l'ENAM, Antoine Diome est affecté au parquet de Diourbel puis muté comme substitut général près le parquet général de la Cour d’appel de Dakar.
Il devient par la suite délégué du procureur du tribunal départemental de Guédiawaye, avant de se retrouver comme numéro deux de la Cour de répression de l'enrichissement illicite.
Durant sa carrière dans la magistrature, Antoine Diome intervient dans plusieurs dossiers très médiatisés, impliquant des hommes politiques, telles les accusations d'enrichissement illicite sur l'ancien ministre Karim Wade et celles de détournements visant le maire de Dakar de l'époque, Khalifa Sall.
Il occupe la fonction d'agent judiciaire de l'État avant sa première nomination au gouvernement,.

## Carrière politique

### Ministre de l'Intérieur
Le 1er novembre 2020, Antoine Diome est nommé ministre de l'Intérieur en remplacement de Aly Ngouille Ndiaye.
Il est dans le cadre de ses fonctions en première ligne lors des émeutes de mars 2021 et juin 2023 liées aux accusations judiciaires visant l'opposant Ousmane Sonko.

### Ministre du Pétrole et des Énergies
Antoine Diome est nommé le 10 octobre 2023 dans le second gouvernement Amadou Ba, ministre du Pétrole et des Énergies,.